# Azerbaiyán en los Juegos Olímpicos de Turín 2006
Azerbaiyán estuvo representado en los Juegos Olímpicos de Turín 2006 por dos deportistas, un hombre y una mujer, que compitieron en patinaje artístico sobre hielo.
El equipo olímpico azerbaiyano  no obtuvo ninguna medalla en estos Juegos.